# مارية ميس
مارية ميس (بالألمانية: Maria Mies )‏ (و. 1931  م) هي عالمة اجتماع، وأستاذة جامعية من ألمانيا. تخصصت في النسوية الماركسية، وألَّفت مجموعة من الكتب.